# سلنید آلومینیوم
سلنید آلومینیوم (به انگلیسی: Aluminium selenide) با فرمول شیمیایی Al۲Se۳ یک ترکیب شیمیایی است. که جرم مولی آن ۲۹۰٫۸۴ g/mol می‌باشد. شکل ظاهری این ترکیب، پودر قهوه‌ای و زرد است.